# Redotus rufulus
Redotus rufulus är en skalbaggsart som beskrevs av Leon Fairmaire 1860. Redotus rufulus ingår i släktet Redotus och familjen Melolonthidae. Inga underarter finns listade i Catalogue of Life.